# 모의천하
모의천하(중국어 간체자: 母仪天下, 정체자: 母儀天下, 병음: Mǔ yí tiān xià 무이톈샤[*], 영어: The Queens 더 퀸[*])는 중화인민공화국의 사극드라마다.

## 줄거리
중국 최장수황후 효원황후 왕정군의 삶을 그린 일대기

## 등장인물
- 원립(袁立) : 왕정군(王政君)
- 황유덕(黃維德) : 소육(萧育)
- 오군(吳軍) : 한원제(漢元帝)
- 임동림(任东霖) : 한성제(漢成帝)
- 상엽홍(桑葉紅) : 부요(傅瑤)
- 순천(孙茜) : 풍원(馮媛)
- 석소군(石小群) : 이원아(李元兒), 이미인(李美人)
- 백경림(白庆琳) : 왕소군(王昭君)
- 련속매(练束梅) : 허아(许娥)
- 강설(江雪) : 허알(许謁)
- 전야(田野) : 반념(班恬)
- 동려아(佟丽娅) : 조비연(趙飛燕)
- 곽진예(郭珍霓) : 조합덕(趙合德)
- 갈뢰(葛蕾) : 공손부인(公孙夫人)
- 동미인(董美人)
- 장첩여(張婕妤)
- 정도왕 유강,한애제
- 효선황후(孝宣皇后)
- 사마양제(司馬良娣)
- 오경아
- 한선제(漢宣帝)
- 양아공주
- 왕봉(王鳳)
- 왕망(王莽)
- 부자묵
- 부자맹
- 부자원
- 순우장
- 탁환관
- 허평군(许平君)
- 곽광(霍光)
- 현아(顯兒)
- 윤하